# Брадата котинга
Брадатите котинги (Procnias averano) са вид средноголеми птици от семейство Котингови (Cotingidae).
Разпространени са в горите в северната част на Южна Америка. Достигат 28 сантиметра дължина, като мъжките са бели с кафява глава и черни крила, а женските са с маслиненозелена горна страна и глава и жълта долна страна. Живеят по дърветата и се хранят главно с плодове, най-често на лаврови и бурсерови растения.